# Architecture à fausse façade de l'ouest américain

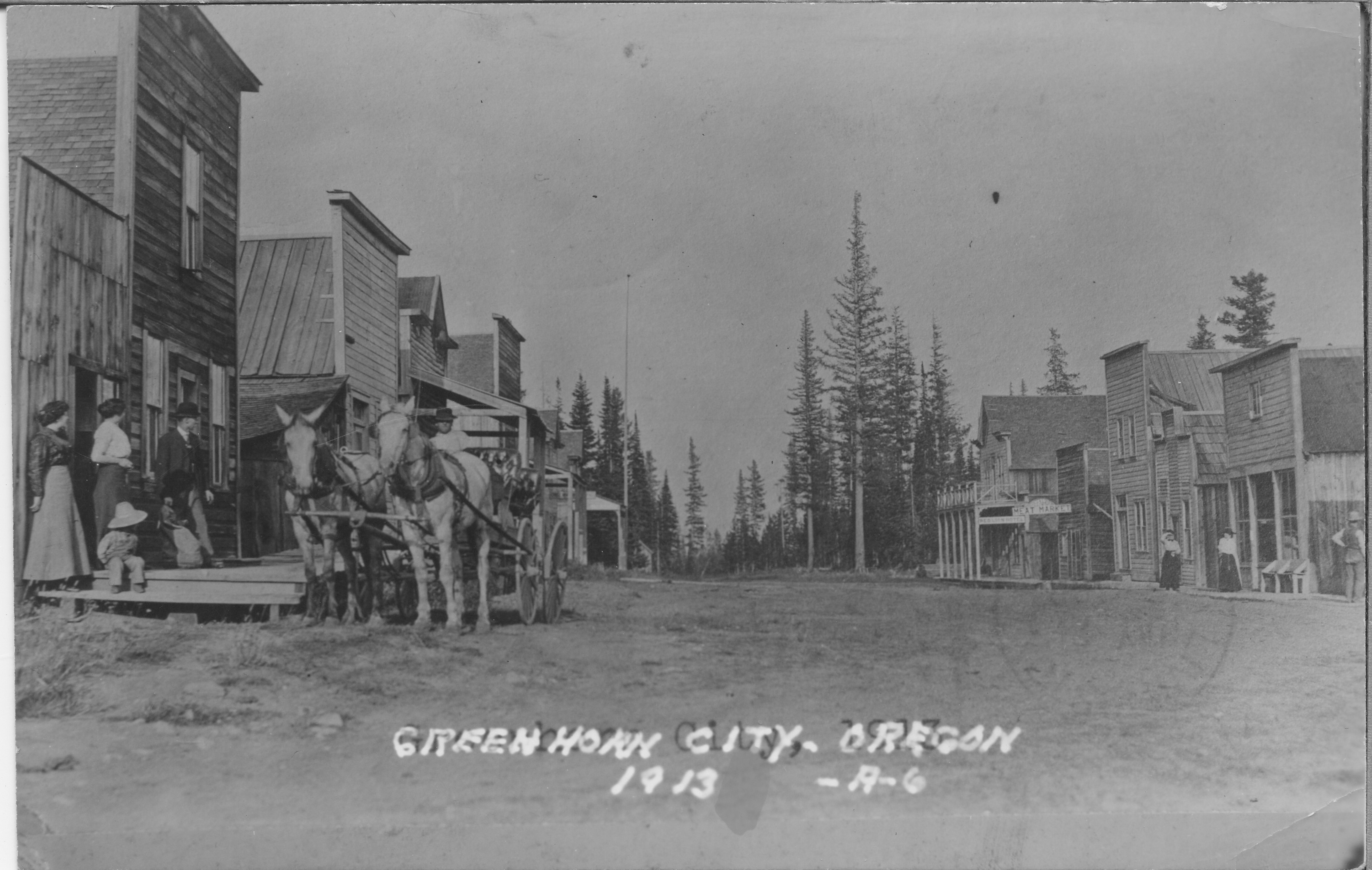
Bâtiments commerciaux à fausse façade à Greenhorn, Oregon, 1913

 (juillet 2025).
Si vous disposez d'ouvrages ou d'articles de référence ou si vous connaissez des sites web de qualité traitant du thème abordé ici, merci de compléter l'article en donnant les références utiles à sa vérifiabilité et en les liant à la section « Notes et références ».
 (juillet 2025).
L'architecture à fausse façade occidentale, ou architecture commerciale à fausse façade, est un type d'architecture commerciale utilisé dans l'Ouest américain à l'époque du Far West. Souvent employé pour des bâtiments à deux étages, ce style se caractérise par une façade verticale qui dissimule souvent un toit à pignon.
L'objectif de ce style est de projeter une image de stabilité et de réussite, alors qu'en réalité, un commerçant peut n'avoir que peu investi dans un bâtiment potentiellement temporaire. En imitant le profil rectangulaire des bâtiments des villes de la Côte Est, ce style cherchait à conférer une atmosphère plus urbaine et établie aux petites villes de frontière.
Quatre caractéristiques déterminantes ont été proposées :
- la façade avant du bâtiment "s'élève pour former un parapet (mur supérieur) qui cache la majeure partie, voire la totalité, du toit" ;
- le toit "est presque toujours un toit à pignon avant, bien que l'on trouve parfois des toits mansardés ou cintrés" ;
- "des matériaux de meilleure qualité sont souvent utilisés pour la façade que pour les côtés ou l'arrière du bâtiment" ; et
- "la façade présente une ornementation plus poussée que les autres côtés du bâtiment"[2].

Le magasin de quincaillerie N. P. Smith Pioneer à Bend, dans l'Oregon, est un exemple où le propriétaire tenait un magasin ou une autre entreprise au rez-de-chaussée et vivait à l'étage. De nombreux bâtiments à fausse façade ont été construits dans la région de Bend, Oregon, entre 1900 et 1910. Toutefois, le magasin de quincaillerie Smith est le seul exemple encore existant dans le centre-ville de Bend.